# April Stewart
April Stewart (Truckee, 1º aprile 1969) è una doppiatrice statunitense.

## Biografia
April Stewart  nasce il 1º aprile 1969 a Truckee in California,ha ottenuto notorietà per prestare la voce alla maggior parte delle voci femminili nella serie americana South Park.
Ha iniziato a doppiare all'età di 12 anni.

## Carriera

### South Park
April inizia a doppiare nella serie televisiva americana South Park nel 2004 e doppiando la maggior parte dei ruoli femminili della serie tra cui Wendy Testaburger, Liane Cartman, Sharon Marsh, Carol Mc Cormick, Shelley Marsh, il sindaco McDaniels, La preside Victoria, Veronica Crabtree, Sheila Broflovski.

### Altri ruoli
Ha poi doppiato in molti videogiochi e in altre serie televisive americane.

## Filmografia Parziale

### Film
- Mission: Impossible - Protocollo fantasma regia di Brad Bird (2011)
- SpongeBob - Fuori dall'acqua regia da Paul Tibbitt (2015)

### Televisione
- South Park regia di Trey Parker e Matt Stone (2004-2023)
- American Dad! regia di Rodney Clouden (Ep 5,St 2)
- Le tenebrose avventure di Billy e Mandy regia di Maxwell Atoms (2006)

- Phineas e Ferb regia di Dan Povenmire(2011-2012)
- Phineas e Ferb: Il film - Nella seconda dimensione regia di Dan Povenmire (2011)

- Regular Show regia di Mike Roth, John Infantino (2011)

- Ralph Spaccatutto regia di Rich Moore (2012)
- Winx Club regia di Iginio Straffi (2012-2014)
- Be Cool, Scooby-Doo! regia di Jon Colton Barry(2015-2017)
- A casa dei Loud regia di Chris Savino (2016-2017)

### Videogiochi[2]
- South Park: Snow Day! (2024)
- Age of Empires III: Definitive Edition (2020)
- World of WarCraft: Battle for Azeroth (2018)
- The Elder Scrolls Online: Summerset (2018)
- South Park: Phone Destroyer (2017)
- South Park: Scontri Di-Retti (2017)
- Destiny 2 (2017)
- Destiny 2 (2017)